# Ilyes Hamache
Ilyes Hamache (Lilla, 11 febbraio 2003) è un calciatore francese, attaccante dello Schalke 04.

## Carriera

### Club
Arrivato al Valenciennes nel 2020, Hamache ha debuttato in prima squadra il 21 settembre 2021 nell'incontro di Ligue 2 vinto 2-1 contro il Bastia subentrando a un quarto d'ora dalla fine a Floyd Ayité. Il 16 ottobre ha segnato il suo primo gol, non sufficiente ad evitare la sconfitta per 3-1 contro il Dunkerque.
Il 31 gennaio 2022 ha firmato il suo primo contratto professionistico valido fino al 2025.

### Nazionale
Ha giocato con la Francia Under-20.

## Statistiche

### Presenze e reti nei club
Statistiche aggiornate al 5 febbraio 2024.
| Stagione        | Squadra         | Campionato      | Campionato | Campionato | Coppe nazionali | Coppe nazionali | Coppe nazionali | Coppe continentali | Coppe continentali | Coppe continentali | Altre coppe | Altre coppe | Altre coppe | Totale | Totale | Totale |
| Stagione        | Squadra         | Comp            | Pres       | Reti       | Comp            | Pres            | Reti            | Comp               | Pres               | Reti               | Comp        | Pres        | Reti        | Pres   | Reti   |        |
| --------------- | --------------- | --------------- | ---------- | ---------- | --------------- | --------------- | --------------- | ------------------ | ------------------ | ------------------ | ----------- | ----------- | ----------- | ------ | ------ | ------ |
| 2021-2022       | Valenciennes    | L2              | 22         | 4          | CF              | 3               | 2               |                    | -                  | -                  |             | -           | -           | 25     | 6      |        |
| 2022-2023       | Valenciennes    | L2              | 32         | 3          | CF              | 1               | 0               |                    | -                  | -                  |             | -           | -           | 33     | 3      |        |
| 2023-2024       | Valenciennes    | L2              | 19         | 1          | CF              | 3               | 0               |                    | -                  | -                  |             | -           | -           | 22     | 1      |        |
| Totale carriera | Totale carriera | Totale carriera | 73         | 8          |                 | 7               | 2               |                    | -                  | -                  |             | -           | -           | 80     | 10     |        |